# Parocystola acroxantha
Parocystola acroxantha là một loài bướm đêm thuộc họ Oecophoridae. Nó là loài đặc hữu của New Zealand, nhưng đã được du nhập vào Đại Anh.
Larvae feed have been recorded on Eucalyptus và Berberis species.

## Hình ảnh

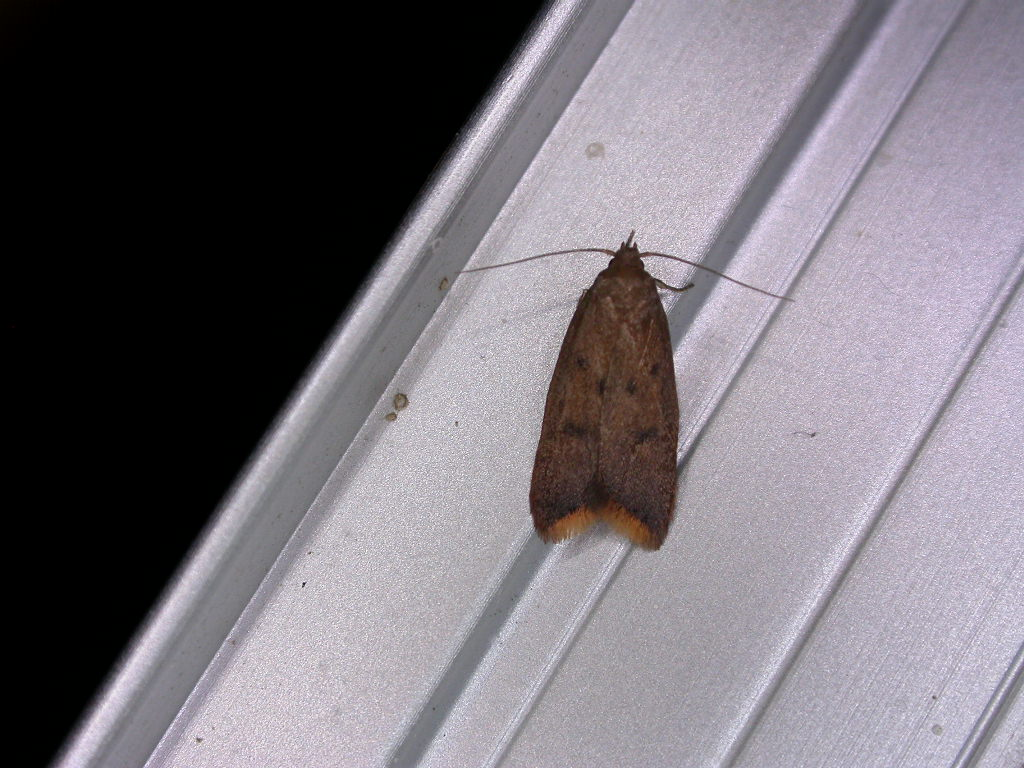
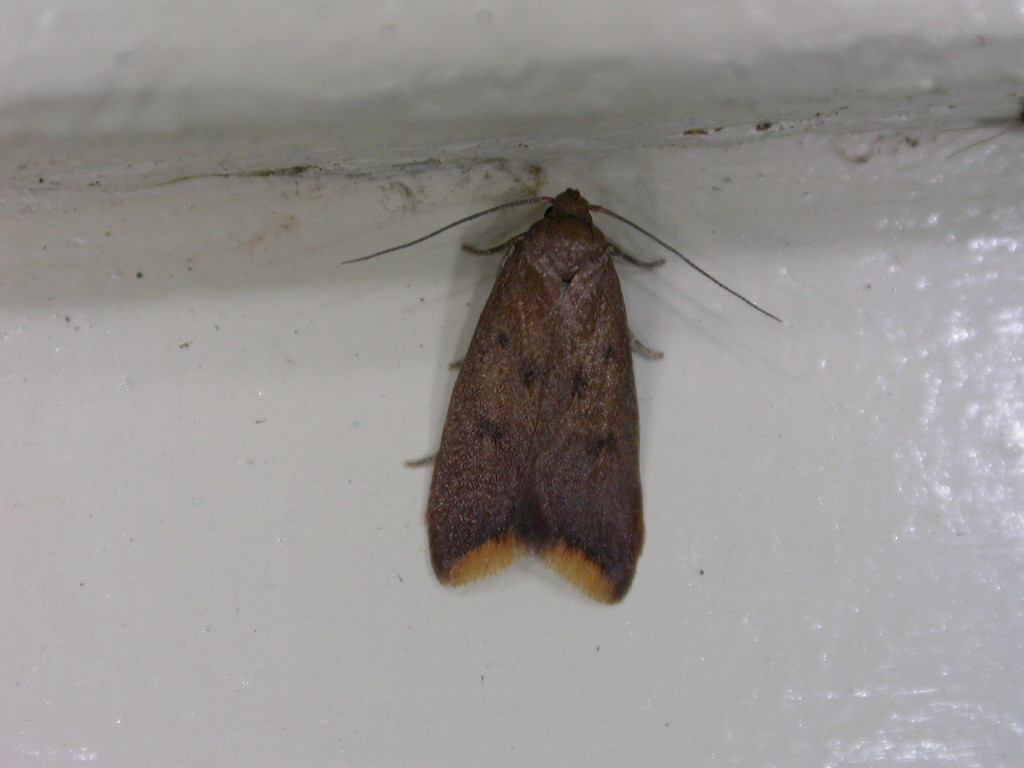
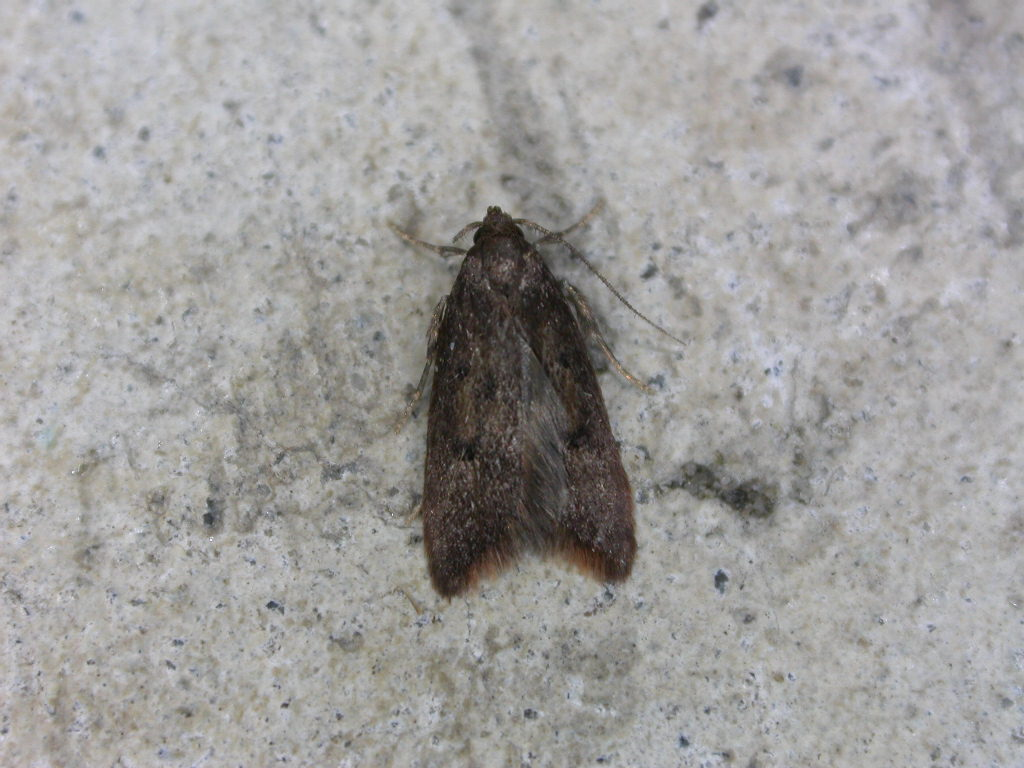